# 穆特科格爾山
46°54′54″N 10°55′11″E / 46.91500°N 10.91972°E
穆特科格爾山（德語：Mutkogel），是奧地利的山峰，位於該國西部，由蒂羅爾州負責管轄，屬於奧茨塔爾阿爾卑斯山脈的一部分，距離內施瓦策施奈德山0.9公里，海拔高度3,309米，人類在1874年首次登頂。